# 塞西莉亞·安德伍德
因弗内斯女公爵塞西莉亚（英语：Cecilia, Duchess of Inverness；约1785年—1873年8月1日），通称塞西莉亚·安德伍德（Cecilia Underwood），婚前姓戈尔（Gore），因第一次婚姻而姓布金（Buggin），英王乔治三世之子萨塞克斯公爵奧古斯都·弗雷德里克王子的第二任妻子，维多利亚女王的婶婶。两人的婚姻就如王子的第一段婚姻一样，因违反《1772年王室婚姻法令》，而在法律上被认为是无效的。因此，塞西莉亚无法使用萨塞克斯公爵夫人和英国王妃的头衔。1840年，维多利亚女王以自己的名义册封塞西莉亚为因弗内斯女公爵。

## 早年
塞西莉亚的确切出生日期不详，但大约是1785年。她的父亲是第二代阿兰伯爵，是盎格鲁-爱尔兰贵族“统治阶层”的杰出成员；她的母亲是伊丽莎白，娘家姓安德伍德。她出生时被称为塞西莉亚·戈尔女勋爵，这是对伯爵女儿的尊称。

## 婚姻
1815年，塞西莉亚和乔治·巴金爵士结婚，没有任何子嗣。乔治后于1825年4月12日逝世。
1831年，塞西莉亚和萨塞克斯公爵奧古斯都·弗雷德里克王子在伦敦大坎伯兰广场结婚。此前，奥古斯都王子曾和奥古斯塔·穆雷女勋爵结婚，但奥古斯塔·穆雷先逝（此前在1794年婚姻已经废除）。两人的婚姻就如王子的第一段婚姻一样，因违反《1772年王室婚姻法令》，该法案要求王室成员结婚时必须获得英国君主的同意，而在法律上被认为是无效的。两人没有任何子嗣。

## 因弗内斯女公爵
因婚姻的不合法，导致塞西莉亚无法使用萨塞克斯公爵夫人和英国王妃的头衔。相反，她根据皇家许可使用了她母亲的婚前姓氏“安德伍德”，并被称为塞西莉亚·安德伍德夫人.。塞西莉亚和丈夫奧古斯都王子一同住在肯辛顿宫的公寓。
然而，塞西莉亚女士并未被接受为英国王室的正式成员。王室礼节限制塞西莉亚女士出席其他王室成员参加的任何活动。同时因为她的等级较低，无法坐在丈夫旁边。为了弥补这一点，维多利亚女王在1840年以自己的名义册封塞西莉亚为因弗内斯女公爵,，能够由其男性后裔所继承。此头衔与奥古斯都王子的附属头衔因弗内斯伯爵相同。

## 晚年和死亡
1843年4月21日，奧古斯都王子逝世，葬于肯薩綠地墓園。塞西莉亚则继续住在肯辛顿宫一直到三十年后的1873年8月1日去世，并葬于第二任丈夫的身边。

## 艺术描绘
- 《维多利亚》：由黛西·古德温短暂饰演。

## 资料来源
1. 1 2 3   (PDF). The New York Times. 3 August 1873  [30 December 2011]. （原始内容存档 (PDF)于2022-08-05）.
2. ↑  . Wellington Independent. 20 December 1870: 4  [30 December 2011]. （原始内容存档于2022-08-14） –Papers Past.
3. 1 2  . Otago Witness. 11 April 1906: 72  [30 December 2011]. （原始内容存档于29 December 2013） –Papers Past.
4. ↑  . 倫敦憲報. 31 March 1840.